# Maison de Michel-Ange sur le Janicule

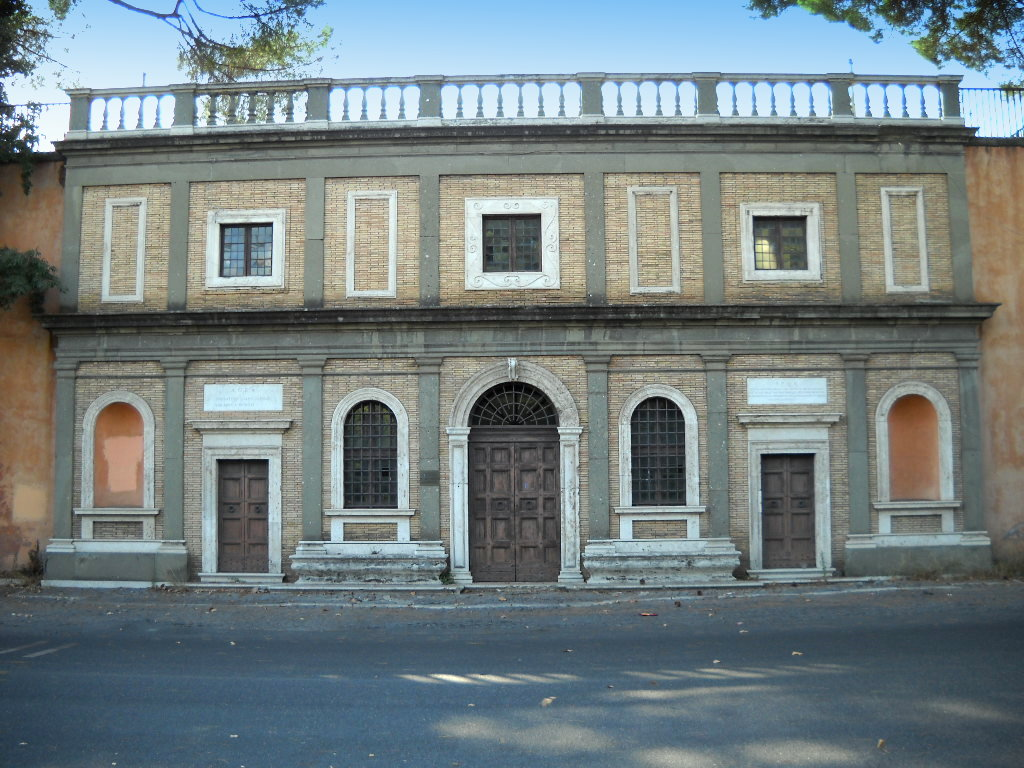
Vue de la façade.

La Casa di Michelangelo (en français, Maison de Michel-Ange) est le nom donné à la façade d'une demeure ancienne située Passeggiata del Gianicolo sur la colline du Janicule, dans le Trastevere à Rome  .

## Histoire
La grande avenue qui relie aujourd'hui la Porta San Pancrazio au Piazzale del Gianicolo et au monument à Giuseppe Garibaldi est ornée de la façade d'un bâtiment de la Renaissance (qui cache un réservoir d'eau) qui appartenait autrefois à une maison située près de la basilique Santa Maria in Aracoeli, sur le Capitole, où l'on pense que Michel-Ange a vécu quelques années — la maison dans laquelle il passa trente ans de sa vie et mourut a été localisée finalement Via Macel de 'Corvi, près de l'église de Santa Maria di Loreto, également près du Capitole. Le grand artiste avait choisi de vivre loin de la cour papale (qui se trouvait alors au Palais du Quirinal) pour avoir une plus grande intimité.  Lors de la construction du Vittoriano, le bâtiment fut démoli et reconstruit, en 1874, dans la Via delle Tre Pile, une rue qui mène à la Place du Capitole, par Domenico Jannetti.  En 1941, il a fallu prolonger cette voie, ce qui a entraîné le transport de la façade à son emplacement actuel en face du Monument à Ciceruacchio, œuvre commandée par Adolfo Pernier.  À l'époque, le bâtiment appartenait à la famille Pellegrini, qui l'a vendu à la commune de Rome. 
À l'origine, la maison avait deux chambres à coucher, un atelier au rez-de-chaussée, une salle à manger et une cuisine  .